# Colchester (New York)
Pour les articles homonymes, voir Colchester (homonymie).
Colchester est une ville située dans le comté de Delaware, dans l'État de New York, aux États-Unis,. En 2010, elle comptait une population de 2 077 habitants, estimée au 1er juillet 2016 à 2 001 habitants.

## Démographie
Lors du recensement de 2010, la ville comptait une population de 2 077 habitants. Elle est estimée, en 2016, à 2 001 habitants.